# Criteide
Nella mitologia greca,  Criteide  era il nome di una ninfa, secondo una delle versioni del mito, sarebbe la madre di Omero.

## Il mito
Vi sono alcuni racconti che mostrano come sia diventata la madre del poeta:
- Sposa di Mele (un dio del fiume), e da tale unione nacque il poeta
- Figlia di Apelle, dopo la morte del padre e non volendo prestare ascolto allo zio, tale Meone, si unì a Femio e da lui ebbe Omero, proprio quando stava andando verso il fiume Mele.
- Figlia di Io, la ragazza venne rapita e venduta come schiava dai pirati a Smirne, qui destò l'attenzione del re di Lidia, Meone, che la sposò. Anche in questa versione partorì innanzi al fiume ma morì nel travaglio.

## Interpretazione e realtà storica
Questo racconto è nato dall'esigenza di spiegare uno dei tanti epiteti dati ad Omero nel corso dei tempi, ovvero "nato sul Mele" (Melesigene)

### Moderna
- Pierre Grimal, Enciclopedia della mitologia 2ª edizione, Brescia, Garzanti, 2005, ISBN 88-11-50482-1. Traduzione di Pier Antonio Borgheggiani